# Heinrich Schuchard
Heinrich Schuchard (* 1. März 1813 in Lauterbach (Hessen); † 27. März 1895 in Darmstadt) war ein deutscher Unternehmer und Mitte des 19. Jahrhunderts der größte Arbeitgeber in Darmstadt.

## Leben
Heinrich Schuchard wurde als Sohn des Hutmachers Johannes Schuchard und dessen Ehefrau Marie Strudt geboren.
Nach seiner Schulausbildung absolvierte er eine Ausbildung zum Hutmacher, ging innerhalb Deutschlands und in Italien und in der Schweiz auf Wanderschaft und übernahm im Jahre 1837 in seinem Heimatort die väterliche Hutmacherei. Vier Jahre später verlegte er den Betrieb nach Darmstadt, womit eine Vergrößerung verbunden war. 1851 nahm er mit seinen Produkten an der Londoner Weltausstellung teil. Dabei zeigte er auch militärische Kopfbedeckungen. Schuchard baute sein Unternehmen so aus, dass es im Jahre 1880 als die erste Hutfabrik des Kontinents galt und mit mehr als 250 Beschäftigten das größte Unternehmen, vor der Firma Merck, in Darmstadt war.
1885 übertrug er seinen Betrieb auf den bisherigen Teilhaber Paul Diehm.

## Ehrungen und Auszeichnungen
- 8. April 1868 Ritter I. Klasse des Ludewigs-Ordens
- 19. Juni 1874 Ritter I. Klasse des Verdienstordens Philipps des Großmütigen[2]
- 2. September 1876 Kommerzienrat[3]